# Rector Street (linea IRT Broadway-Seventh Avenue)
Rector Street è una fermata della metropolitana di New York situata sulla linea IRT Broadway-Seventh Avenue. Nel 2019 è stata utilizzata da 2 554 523 passeggeri. È servita dalla linea 1, attiva 24 ore su 24.

## Storia
La stazione fu aperta il 1º luglio 1918 come parte del prolungamento della linea IRT Broadway-Seventh Avenue da 34th Street-Penn Station a South Ferry.
Dopo gli attentati dell'11 settembre 2001, a causa della distruzione dei tunnel della metropolitana sotto il World Trade Center, la stazione rimase chiusa fino al 15 settembre 2002. Da ottobre 2012 al 4 aprile 2013 Rector Street ha funto da capolinea della linea 1 perché la stazione di South Ferry era inagibile per via dei danni prodotti dall'uragano Sandy.

## Strutture e impianti
La stazione è posta al di sotto di Greenwich Street, ha due banchine laterali e due binari ed è priva di mezzanino. La banchina in direzione downtown ha tre gruppi di tornelli, ognuno dotato di una scala per il piano stradale, la banchina in direzione uptown ha invece due gruppi di tornelli, quello nord ha una scala mentre quello sud ne ha due.

## Interscambi
La stazione è servita da alcune autolinee gestite da MTA Bus e NYCT Bus.
- Fermata autobus